# Leichtathletik-Weltmeisterschaften 2007/Weitsprung der Frauen
Der Weitsprung der Frauen bei den Leichtathletik-Weltmeisterschaften 2007 wurde am 27. und 28. August 2007 im Nagai-Stadion der japanischen Stadt Osaka ausgetragen.
In diesem Wettbewerb kamen die russischen Weitspringerinnen zu einem Dreifacherfolg, alle drei Medaillen gingen nach Russland.

Ihren ersten WM-Titel im Weitsprung errang die aktuelle Olympiasiegerin Tatjana Lebedewa. Sie war darüber hinaus im Dreisprung zweifache Weltmeisterin (2001/2003), Olympiazweite von 2000, Olympiadritte von 2004 sowie Europameisterin von  2006. Auch hier errang sie im Dreisprung drei Tage später mit Silber eine weitere Medaille.

Zweite wurde die amtierende Weitsprung-Europameisterin Ljudmila Koltschanowa.

Bronze ging an die zweifache Vizeweltmeisterin (2001/2003), zweifache Olympiadritte (2000/2004) und Europameisterin von 2002 Tatjana Kotowa.

## Bestehende Rekorde
| Weltrekord | 7,52 m | Galina Tschistjakowa | Leningrad (heute St. Petersburg), Sowjetunion (heute Russland) | 11. Juni 1988     |
| WM-Rekord  | 7,36 m | Jackie Joyner-Kersee | WM 1987 in Rom, Italien                                        | 4. September 1987 |

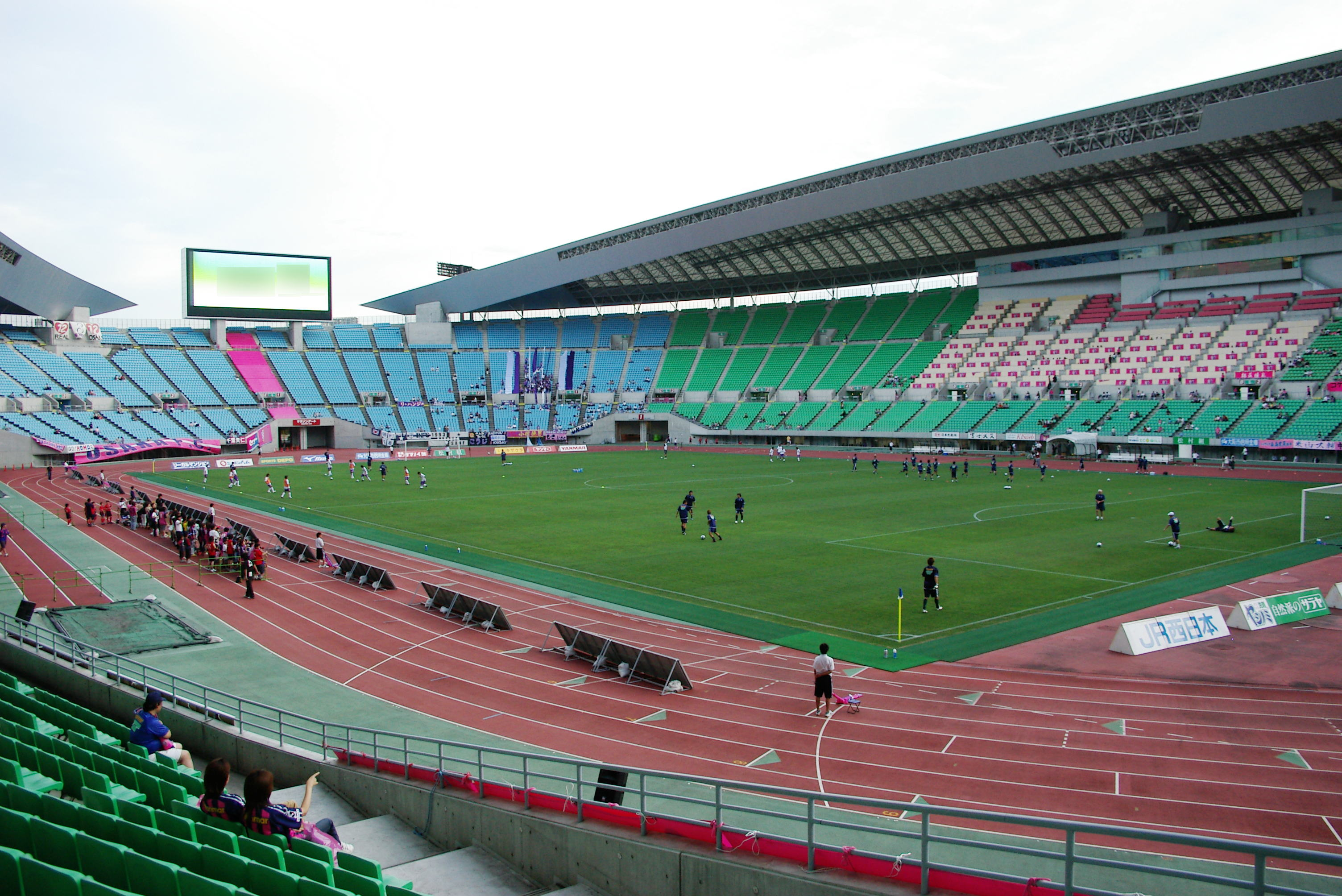
Das Nagai-Stadion in Osaka im Jahr 2004

Der bestehende WM-Rekord wurde bei diesen Weltmeisterschaften nicht eingestellt und nicht verbessert.

## Windbedingungen
In den folgenden Ergebnisübersichten sind die Windbedingungen zu den einzelnen Sprüngen benannt. Der erlaubte Grenzwert liegt bei zwei Metern pro Sekunde. Bei stärkerer Windunterstützung wird die Weite für den Wettkampf gewertet, findet jedoch keinen Eingang in Rekord- und Bestenlisten.
Bei diesen Weltmeisterschaften gab es weder in der Qualifikation noch im Finale einen Sprung mit unzulässiger Windunterstützung.

## Legende
Kurze Übersicht zur Bedeutung der Symbolik – so üblicherweise auch in sonstigen Veröffentlichungen verwendet:
| – | verzichtet |
| x | ungültig   |

## Qualifikation
27. August 2007, 10:30 Uhr
29 Teilnehmerinnen traten in zwei Gruppen zur Qualifikationsrunde an. Die Qualifikationsweite für den direkten Finaleinzug betrug 6,75 m. Sieben Athletinnen übertrafen diese Marke (hellblau unterlegt). Das Finalfeld wurde mit den fünf nächstplatzierten Sportlerinnen auf zwölf Springerinnen aufgefüllt (hellgrün unterlegt). So mussten schließlich 6,59 m für die Finalteilnahme erbracht werden.

### Gruppe A
| Platz | Name                  | Nation              | Resultat (m) | 1. Versuch (m) Wind (m/s) | 2. Versuch (m) Wind (m/s) | 3. Versuch (m) Wind (m/s) |
| 1     | Ljudmila Koltschanowa | Russland            | 6,96         | 6.47 / +0,4               | 6,96 / +0,5               | –                         |
| 2     | Maurren Higa Maggi    | Brasilien           | 6,95         | 6,95 / +0,6               | –                         | –                         |
| 3     | Bianca Kappler        | Deutschland         | 6,85         | x                         | 6,85 / +0,1               | –                         |
| 4     | Wiktorija Rybalko     | Ukraine             | 6,77         | 6,77 / +0,7               | –                         | –                         |
| 5     | Anju Bobby George     | Indien              | 6,60         | 6,60 / +0,5               | 6.59 / −0,5               | x                         |
| 6     | Denisa Rosolová       | Tschechien          | 6,58         | x                         | 6,58 / +0,5               | 6.44 / −0,6               |
| 7     | Concepción Montaner   | Spanien             | 6,55         | x                         | 6,55 / ±0,0               | x                         |
| 8     | Eunice Barber         | Frankreich          | 6,51         | 6,51 / +0,6               | x                         | 6.43 / −0,7               |
| 9     | Chen Yaling           | Volksrepublik China | 6,50         | 6,50 / −0,4               | x                         | 6.41 / −0,2               |
| 10    | Grace Upshaw          | USA                 | 6,47         | x                         | 6.44 / −0,6               | 6,47 / −0,1               |
| 11    | Bronwyn Thompson      | Australien          | 6,46         | x                         | x                         | 6,46 / +0,4               |
| 12    | Rose Richmond         | USA                 | 6,45         | 6.13 / +0,7               | 6,47 / +0,5               | 6.43 / +0,1               |
| 13    | Eliane Martins        | Brasilien           | 6,28         | 6,28 / −0,5               | x                         | 6.20 / +0,1               |
| 14    | Shara Proctor         | Anguilla            | 5,82         | 5,47 / +0,1               | 5,56 / −0,5               | 5,82 / +0,7               |
| DNS   | Carolina Klüft        | Schweden            |              |                           |                           |                           |

In der Qualifikation aus Gruppe A ausgeschiedene Weitspringerinnen:

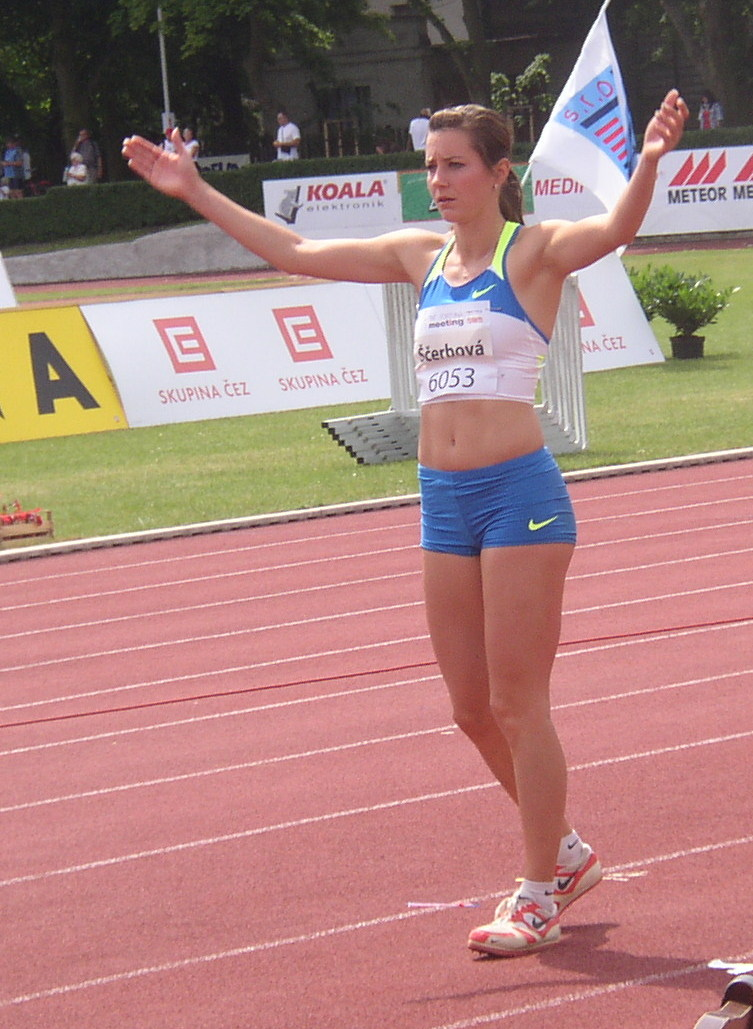
Denisa Rosolová – Rang sechs mit 6,58 m, ihr fehlte ein Zentimeter zur Finalteilnahme
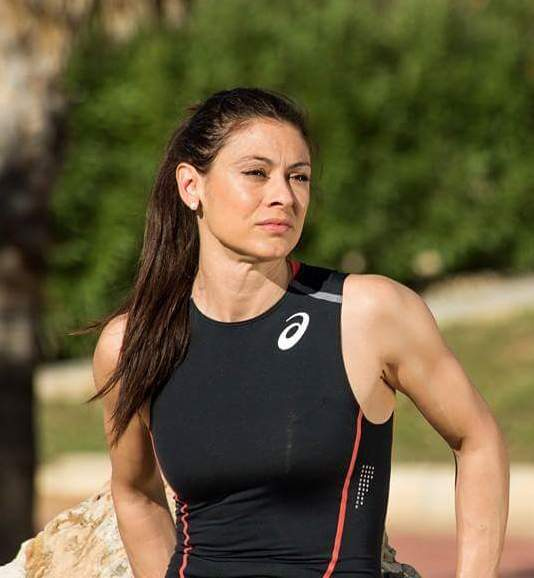
Concepción Montaner Rang sieben mit 6,55 m
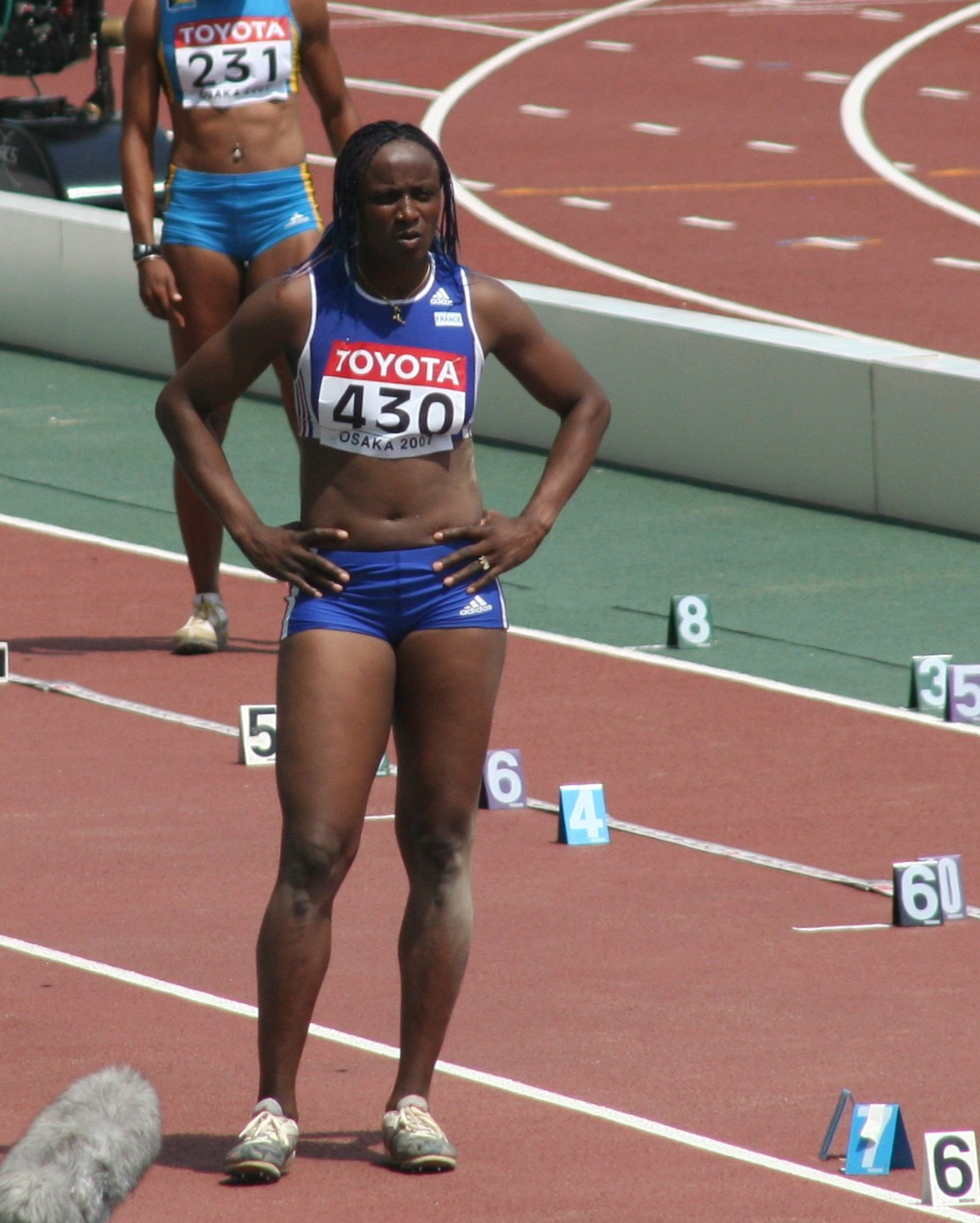
Eunice Barber (unter anderem Weltmeisterin von 2003) – Rang acht mit 6,51 m
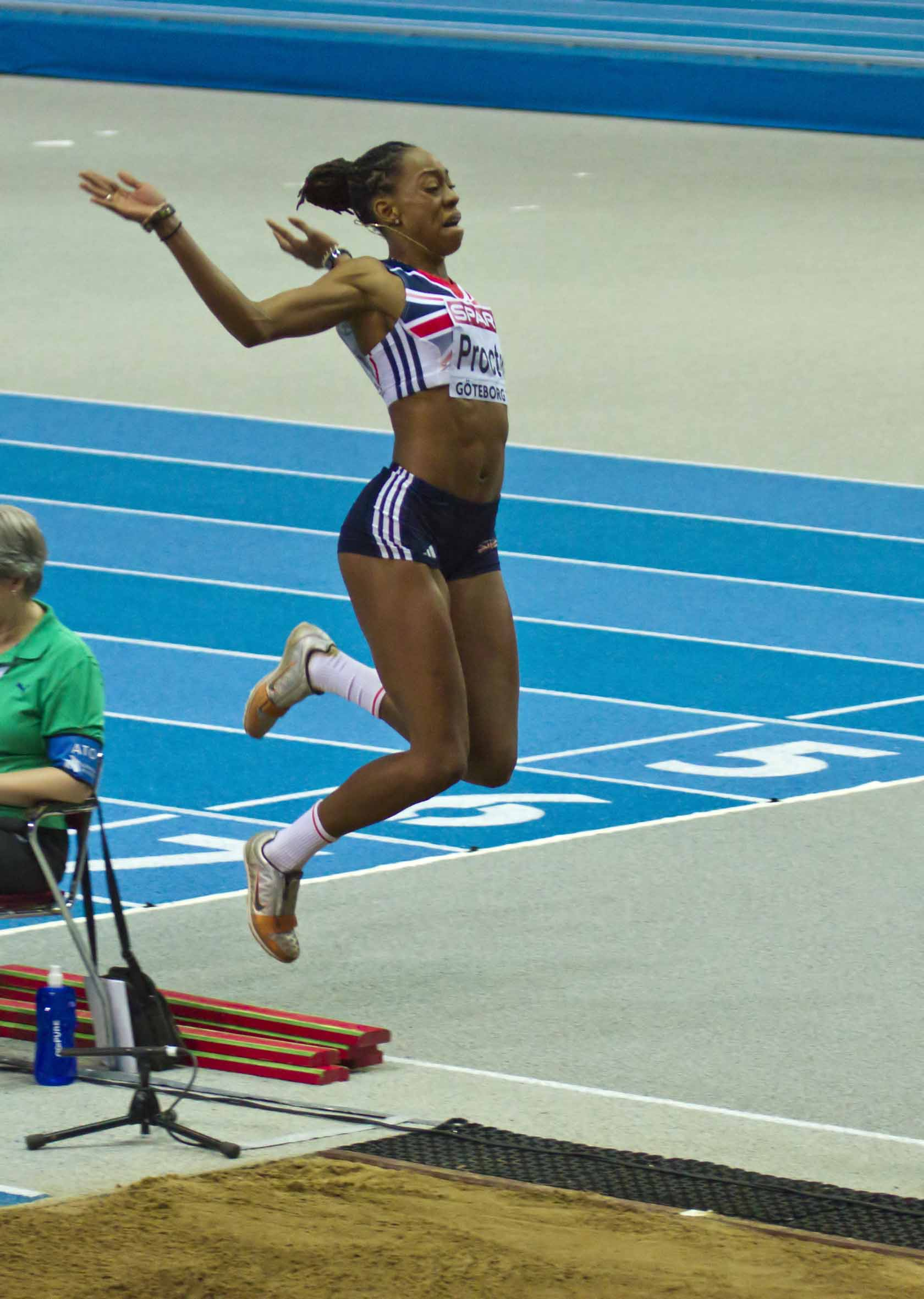
Shara Proctor (hier noch für Anguilla, später für Großbritannien am Start) – Rang vierzehn mit 5,82 m

### Gruppe B

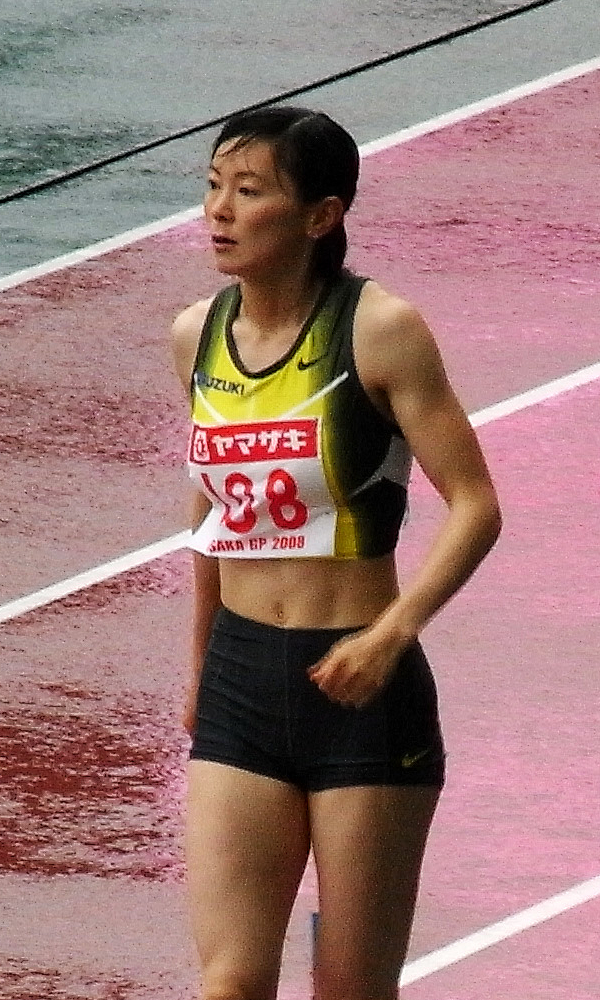
Kumiko Imura scheiterte mit 6,45 m in der Qualifikation

| Platz | Name                 | Nation    | Resultat (m) | 1. Versuch (m) Wind (m/s) | 2. Versuch (m) Wind (m/s) | 3. Versuch (m) Wind (m/s) |
| 1     | Naide Gomes          | Portugal  | 6,96         | 6,96 / +0,1               | –                         | –                         |
| 2     | Tatjana Lebedewa     | Russland  | 6,84         | 6,84 / ±0,0               | –                         | –                         |
| 3     | Brittney Reese       | USA       | 6,83         | x                         | 6,83 / −0,1               | –                         |
| 4     | Tatjana Kotowa       | Russland  | 6,73         | 6,73 / ±0,0               | 6.18 / −0,2               | –                         |
| 5     | Jana Velďáková       | Slowakei  | 6,65         | 6,65 / +0,5               | 6,51 / +0,4               | 6,52 / −0,2               |
| 6     | Keila Costa          | Brasilien | 6,61         | 6,39 / +0,4               | x                         | 6,61 / ±0,0               |
| 7     | Tianna Madison       | USA       | 6,59         | 6,28 / +0,1               | 6,59 / ±0,0               | x                         |
| 8     | Alina Militaru       | Rumänien  | 6,58         | x                         | x                         | 6,58 / +0,8               |
| 9     | Małgorzata Trybańska | Polen     | 6,49         | 6,28 / −0,6               | 6,49 / ±0,0               | x                         |
| 10    | Oleksandra Stadnjuk  | Ukraine   | 6,47         | 5,91 / +0,6               | x                         | 6,47 / +0,1               |
| 11    | Jung Soon-ok         | Südkorea  | 6,45         | 6,45 / ±0,0               | x                         | 6,44 / +0,2               |
| 12    | Janice Josephs       | Südafrika | 6,44         | 6,44 / −0,2               | 6,22 / +0,7               | 6,38 / ±0,0               |
| 13    | Kumiko Imura         | Japan     | 6,42         | 6,39 / +0,5               | 6,25 / −0,4               | 6,42 / −0,3               |
| 14    | Elva Goulbourne      | Jamaika   | 6,32         | x                         | 6,32 / −0,4               | x                         |
| 15    | Jackie Edwards       | Bahamas   | 6,29         | 6,42 / +0,5               | 6,06 / +0,1               | 5,98 / −0,1               |

## Finale
28. August 2007, 20:50 Uhr
Tatjana Lebedewa sprang ihre Siegesweite im zweiten Versuch und wiederholte das Resultat mit ihrem dritten Sprung noch einmal. Naide Gomes lag bis zum letzten Versuch an zweiter Stelle, wurde dann aber von den beiden Russinnen Ljudmila Koltschanowa und Tatjana Kotowa übertroffen. Kotowa hatte bei den letzten drei Weltmeisterschaften jeweils Silber errungen und gewann nun Bronze.
| Platz | Name                  | Nation      | Resultat (m) | 1. Versuch (m) Wind (m/s) | 2. Versuch (m) Wind (m/s) | 3. Versuch (m) Wind (m/s) | 4. Versuch (m) Wind (m/s)                     | 5. Versuch (m) Wind (m/s)                     | 6. Versuch (m) Wind (m/s)                     |
| 1     | Tatjana Lebedewa      | Russland    | 7,03         | 6,73 / −0,7               | 7,03 / +0,7               | 7,03 / −0,3               | x                                             | 6,98 / +0,1                                   | –                                             |
| 2     | Ljudmila Koltschanowa | Russland    | 6,92         | x                         | 6,84 / +0,4               | x                         | 6,71 / +0,7                                   | 6,63 / +1,0                                   | 6,92 / −0,3                                   |
| 3     | Tatjana Kotowa        | Russland    | 6,90         | 6,80 / −0,6               | x                         | 6,75 / +1,0               | 6,70 / +0,7                                   | x                                             | 6,90 / +0,5                                   |
| 4     | Naide Gomes           | Portugal    | 6,87         | 6,87 / +0,7               | 6,75 / +0,3               | 6,61 / −ß,5               | 6,86 / +0,9                                   | 6,85 / +0,4                                   | 6,80 / −0,3                                   |
| 5     | Bianca Kappler        | Deutschland | 6,81         | 6,81 / −0,7               | 6,66 / +0,5               | 6,78 / +0,3               | 6,55 / −0,2                                   | x                                             | 6,48 / +1,0                                   |
| 6     | Maurren Higa Maggi    | Brasilien   | 6,80         | 6,41 / −2,1               | 6,64 / −0,7               | 6,73 / +0,1               | 6,80 / +1,2                                   | 6,62 / +0,4                                   | 6,76 / −0,2                                   |
| 7     | Keila Costa           | Brasilien   | 6,69         | 6,69 / ±0,0               | 6,44 / −1,1               | 6,66 / +0,2               | 6,66 / −0,5                                   | x                                             | 6,61 / +1,1                                   |
| 8     | Brittney Reese        | USA         | 6,60         | x                         | 6,60 / −1,5               | 6,58 / −0,3               | x                                             | x                                             | 6,29 / −0,3                                   |
| 9     | Anju Bobby George     | Indien      | 6,53         | 6,10 / −1,4               | x                         | 6,53 / +0,9               | nicht im Finale der besten acht Springerinnen | nicht im Finale der besten acht Springerinnen | nicht im Finale der besten acht Springerinnen |
| 10    | Tianna Madison        | USA         | 6,47         | x                         | 6,42 / +1,3               | 6,47 / +0,9               | nicht im Finale der besten acht Springerinnen | nicht im Finale der besten acht Springerinnen | nicht im Finale der besten acht Springerinnen |
| 11    | Wiktorija Rybalko     | Ukraine     | 6,45         | 4,87 / −0,2               | 6,45 / ±0,0               | x                         | nicht im Finale der besten acht Springerinnen | nicht im Finale der besten acht Springerinnen | nicht im Finale der besten acht Springerinnen |
| 12    | Jana Velďáková        | Slowakei    | 6,21         | 6,21 / −1,9               | x                         | 6,18 / −0,2               | nicht im Finale der besten acht Springerinnen | nicht im Finale der besten acht Springerinnen | nicht im Finale der besten acht Springerinnen |

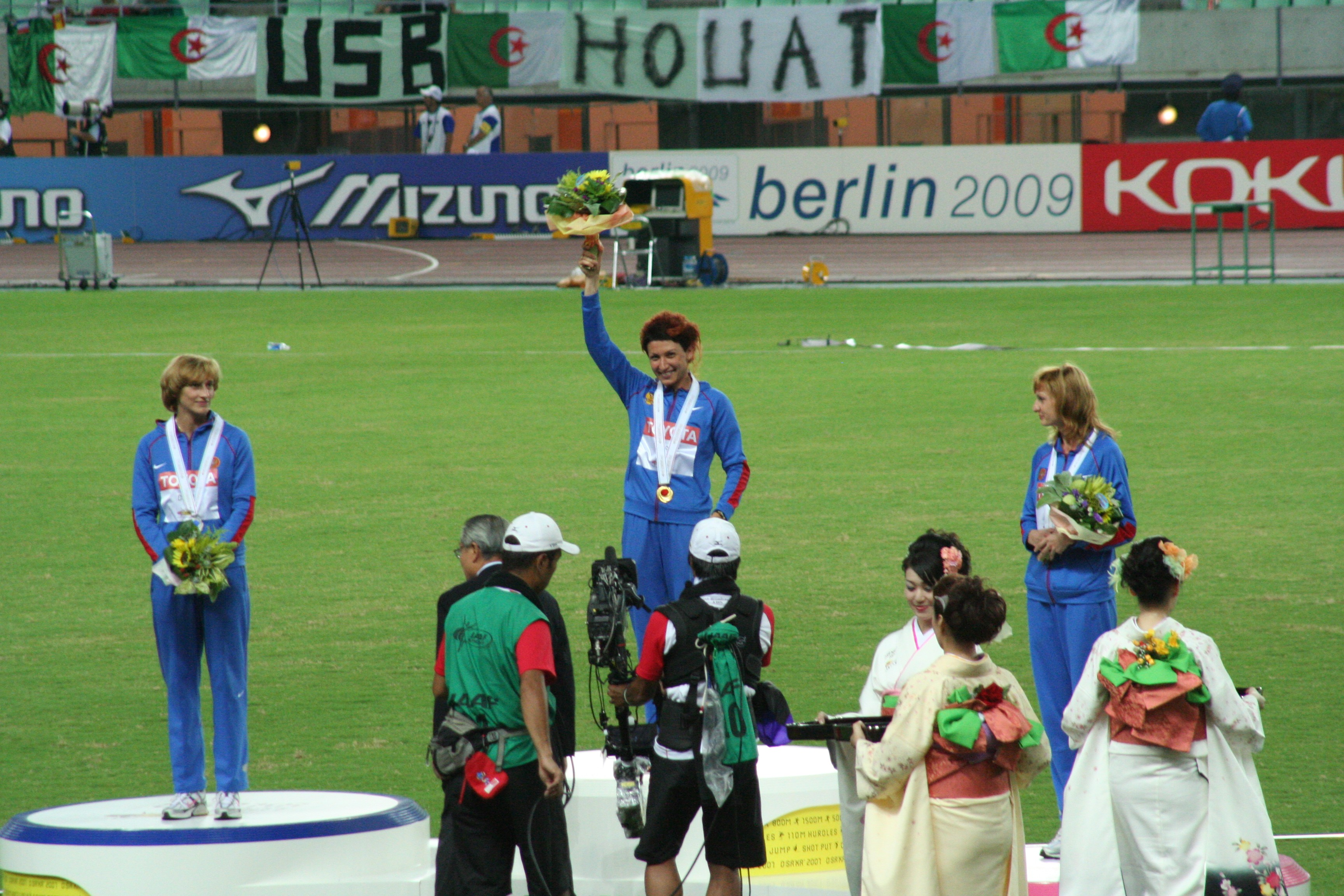
Weitsprung-Siegerehrung
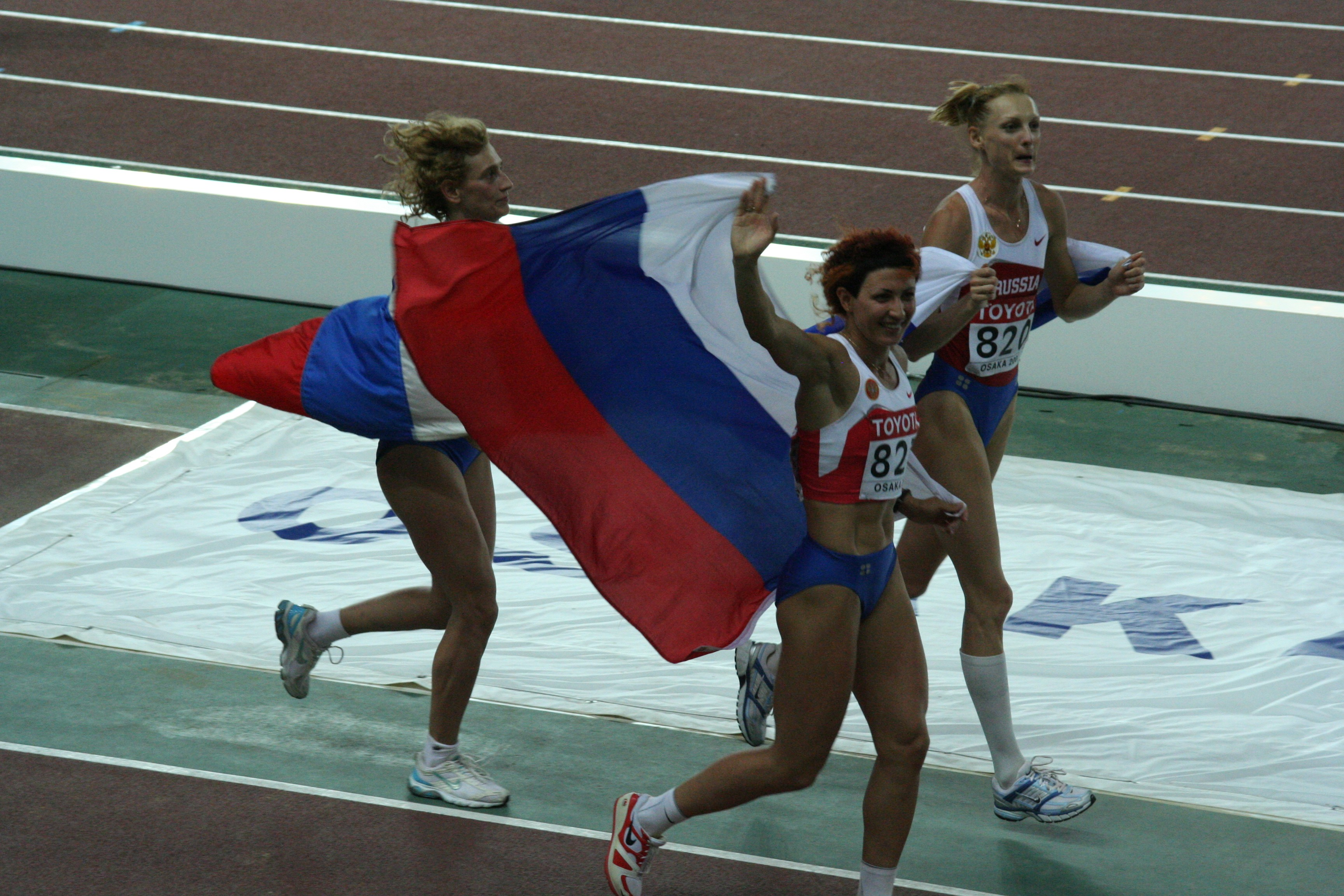
Die drei russischen Medaillengewinnerinnen auf einer Ehrenrunde (v. l. n. r.): Ljudmila Koltschanowa, Tatjana Lebedewa, Tatjana Kotowa
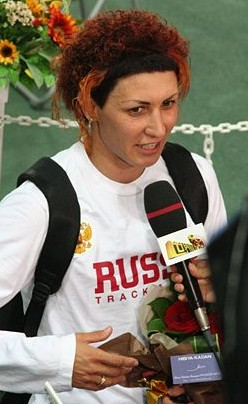
Weltmeisterin: Tatjana Lebedewa im Interview nach ihrem dritten WM-Sieg, davon zwei im Dreisprung
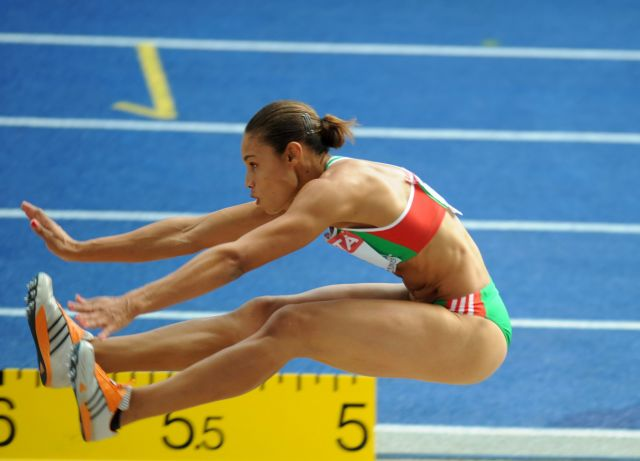
Naide Gomes, 2006 Vizeeuropameisterin, belegte Rang vier
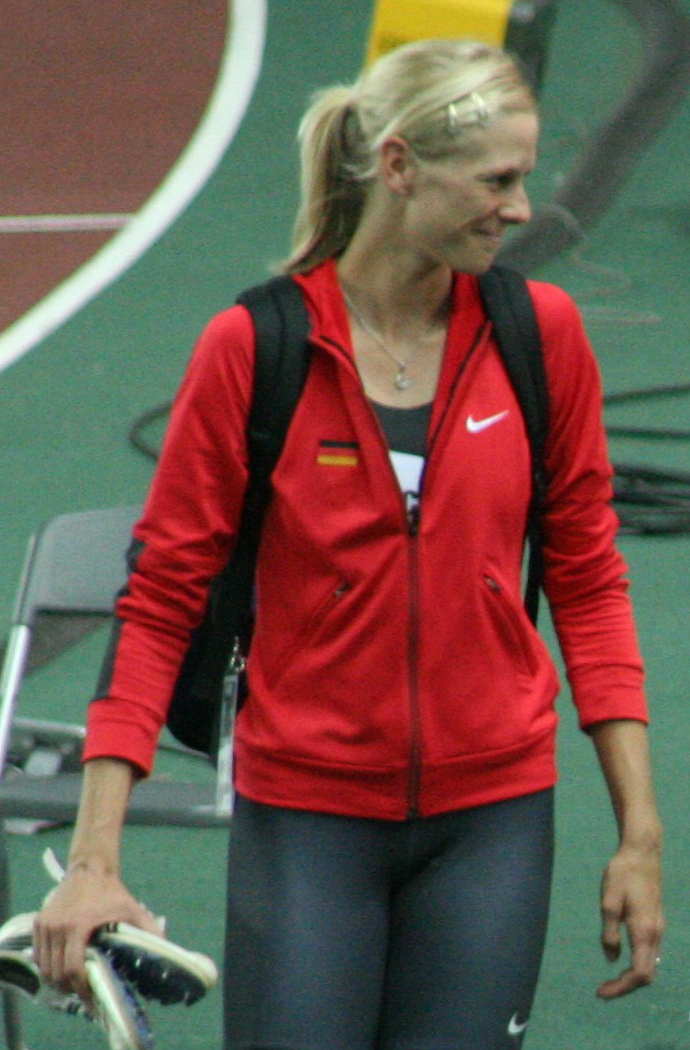
Bianca Kappler kam auf den fünften Platz
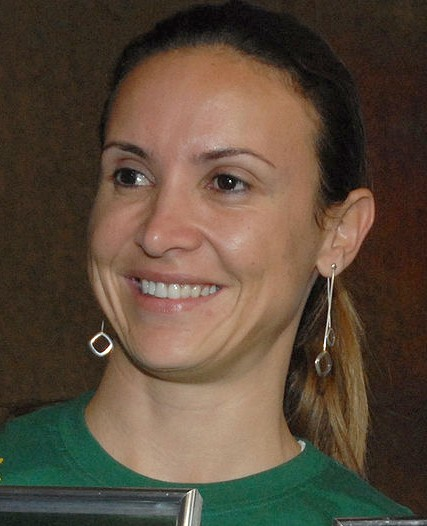
Maurren Higa Maggi wurde Sechste
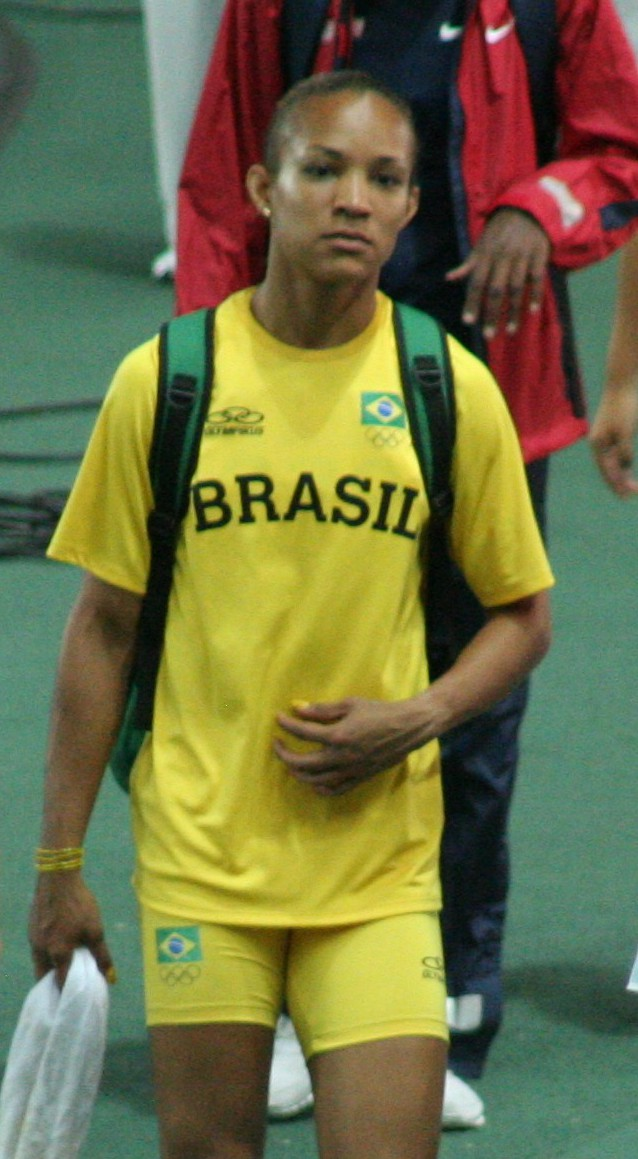
Keila Costa erreichte Platz sieben
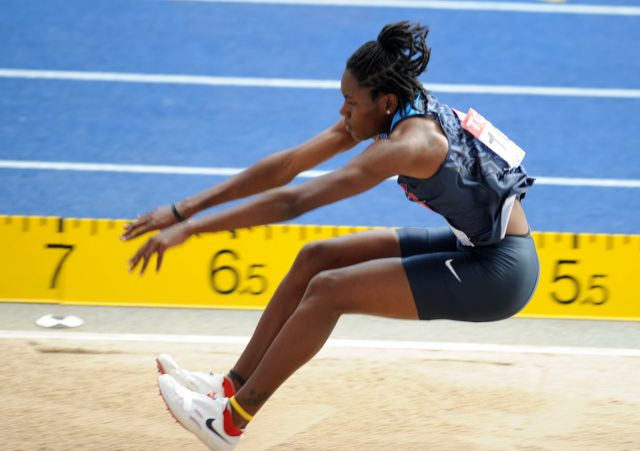
Die achtplatzierte Brittney Reese
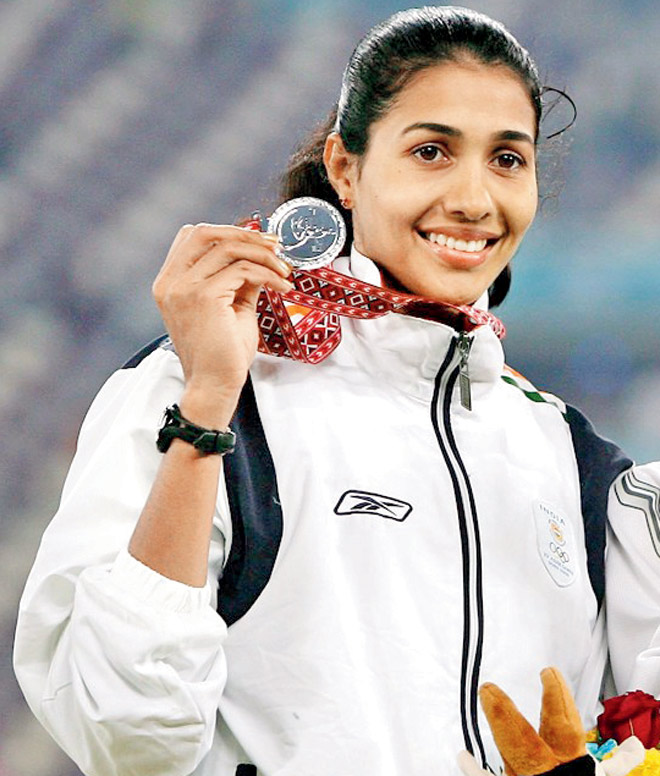
Rang neun für Anju Bobby George (hier in Doha im Jahr 2006)
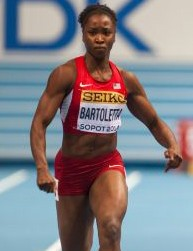
Tianna Madison, spätere Tianna Bartoletta – Rang elf
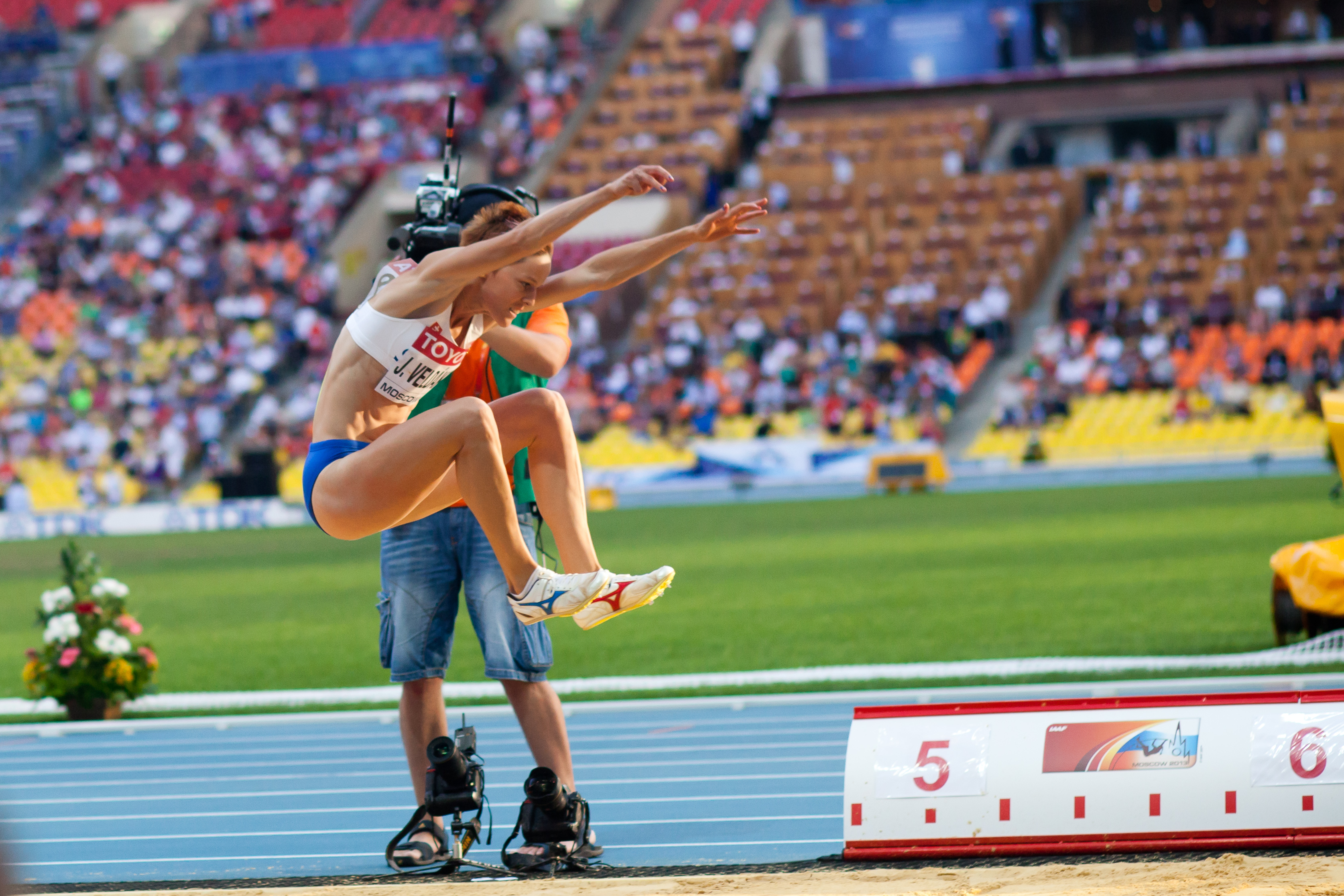
Jana Velďáková – Platz zwölf